# Trościaniec (miasto)
Trościaniec (ukr. Тростянець) – dawne miasto rejonowe w obwodzie sumskim na Ukrainie, dawna siedziba władz rejonu trościańskiego, zlikwidowanego w wyniku reformy administracyjno-terytorialnej 19 lipca 2020. Obecnie znajduje się w rejonie ochtyrskim.
Leży nad rzeką Boromla (prawy dopływ Worskli).
Stacja kolejowa.

## Historia
Miejsce urodzenia ukraińskiego pisarza Mykoły Chwylowego w 1893 i formowania 1. Samodzielnej Brygady Kawalerii ludowego Wojska Polskiego w 1944 roku.
Iwan Skoropadski w 1833 roku zbudował tu eklektyczny nieistniejący już drewniany pałac i zachowany do dzisiaj park, którym od 1951 roku opiekuje się Akademia Nauk Ukraińskiej SRR, która zorganizowała tu arboretum.
W 1930 roku zaczęto wydawać gazetę.
Status miasta posiada od 1940 roku.
W 1975 liczyło 20,7 tys. mieszkańców, była fabryka cukru.
W 1989 liczyło 25 706 mieszkańców.
W 2013 liczyło 21 368 mieszkańców.